# Parsonsia tenuiflora
Parsonsia tenuiflora är en oleanderväxtart som beskrevs av D.J. Middleton. Parsonsia tenuiflora ingår i släktet Parsonsia och familjen oleanderväxter. Inga underarter finns listade i Catalogue of Life.